# Tupan Ernâni dos Santos
Tupan Ernâni dos Santos (Porto Alegre, 16 de outubro de 1906 — São Gabriel, 24 de agosto de 1972)  foi um futebolista brasileiro.

## Carreira
Foi um dos maiores jogadores da história do Rio Grande do Sul. Jogou no Força e Luz e Cruzeiro de Porto Alegre, consagrando-se no Internacional, clube que defendeu entre 1933 e 1935 e pelo qual foi campeão gaúcho em 1934.
Em seguida, transferiu-se para o Santos. Em 1938, foi contratado pelo Bagé, pelo qual foi duas vezes vice-campeão estadual, em 1940 e 1944, e marcou um total de 116 gols. Em 1941, sua expulsão aos 10 minutos causou o cancelamento de uma partida, diante dos protestos da torcida da casa.
Nos anos 1950, mudou-se para São Gabriel, onde atuou pelo Gabrielense e também foi treinador da equipe. Considerado pela imprensa como "extraordinário", foi pai do também jogador Tupãzinho.